# Natação nos Jogos Olímpicos de Verão da Juventude de 2010 - 200 m borboleta masculino
As provas dos 200 metros mariposa/borboleta masculino da natação nos Jogos Olímpicos de Verão da Juventude de 2010 foram realizadas no dia 20 de agosto, na Escola dos Desportos, em Cingapura. 23 nadadores estavam inscritos neste evento.

## Medalhistas
| Ouro   | HUN Bence Biczo    |
| Prata  | RSA Chad le Clos   |
| Bronze | POL Marcin Cieslak |

## Eliminatórias

### Eliminatória 1
| Pos. | Raia | Nome                   | País              | Tempo   | Notas |
| ---- | ---- | ---------------------- | ----------------- | ------- | ----- |
| 1    | 4    | Bence Biczo            | HUN Hungria       | 1:58.63 | Q     |
| 2    | 5    | Chang Gyu-Cheol        | KOR Coreia do Sul | 2:02.50 | Q     |
| 3    | 3    | Thomas Jobin           | CAN Canadá        | 2:04.72 |       |
| 4    | 2    | Joel Romeu             | URU Uruguai       | 2:06.02 |       |
| 5    | 6    | Melvin Herrmann        | GER Alemanha      | 2:06.83 |       |
| 6    | 1    | Homayoun Haghighijadid | IRI Irã           | 2:09.45 |       |
| 7    | 7    | Arnoscy Siahaan        | INA Indonésia     | 2:09.46 |       |

### Eliminatória 2
| Pos. | Raia | Nome             | País                     | Tempo   | Notas      |
| ---- | ---- | ---------------- | ------------------------ | ------- | ---------- |
| 1    | 3    | Jordan Coelho    | FRA França               | 2:00.37 | Q          |
| 2    | 4    | Chad le Clos     | RSA África do Sul        | 2:02.07 | Q          |
| 3    | 5    | Zsombor Szana    | HUN Hungria              | 2:02.51 | Q          |
| 4    | 6    | Ilya Lemaev      | RUS Rússia               | 2:04.16 |            |
| 5    | 2    | Jessie Lacuna    | PHI Filipinas            | 2:06.38 |            |
| 6    | 1    | Zlatko Alić      | BIH Bósnia e Herzegovina | 2:08.71 |            |
|      | 7    | Alessio Torlai   | ITA Itália               |         | Não largou |
|      | 8    | Benjamin Gabbard | ASA Samoa Americana      |         | Não largou |

### Eliminatória 3
| Pos. | Raia | Nome                | País               | Tempo   | Notas |
| ---- | ---- | ------------------- | ------------------ | ------- | ----- |
| 1    | 4    | Marcin Cieslak      | POL Polônia        | 2:01.69 | Q     |
| 2    | 3    | Kyle McIntee        | CAN Canadá         | 2:01.93 | Q     |
| 3    | 2    | Velimir Stjepanović | SRB Sérvia         | 2:02.04 | Q     |
| 4    | 7    | Jakub Maly          | AUT Áustria        | 2:03.63 |       |
| 5    | 6    | Jun Isaji           | JPN Japão          | 2:04.13 |       |
| 6    | 1    | Erich Peske         | USA Estados Unidos | 2:05.09 |       |
| 7    | 5    | Yoo Kyu-Sang        | KOR Coreia do Sul  | 2:08.28 |       |
| 8    | 8    | Sofyan Elgadi       | LBA Líbia          | 2:21.66 |       |

## Final
| Pos.              | Raia | Nome                | País              | Tempo   | Notas |
| ----------------- | ---- | ------------------- | ----------------- | ------- | ----- |
| Medalha de ouro   | 4    | Bence Biczo         | HUN Hungria       | 1:55.89 |       |
| Medalha de prata  | 7    | Chad le Clos        | RSA África do Sul | 1:56.85 |       |
| Medalha de bronze | 3    | Marcin Cieslak      | POL Polônia       | 1:57.68 |       |
| 4                 | 5    | Jordan Coelho       | FRA França        | 1:59.18 |       |
| 5                 | 1    | Chang Gyu-Cheol     | KOR Coreia do Sul | 1:59.35 |       |
| 6                 | 6    | Kyle McIntee        | CAN Canadá        | 2:01.20 |       |
| 7                 | 8    | Zsombor Szana       | HUN Hungria       | 2:01.52 |       |
| 8                 | 2    | Velimir Stjepanović | SRB Sérvia        | 2:03.27 |       |